# Бен 10: Извънземна сила
„Бен 10: Извънземна сила“ (чете се Бен Тен: Извънземна сила) (на английски: Ben 10: Alien Force) е американски анимационен сериал създаден от групата Man of Action (с членове Дънкан Руло, Джо Кейси, Джо Кели и Стивън Сийгъл), продуцирана от Cartoon Network. Сериалът е продължение на „Бен 10“. Премиерата на сериала в САЩ е на 18 април 2008 г.

## Сюжет
Пет години след оригиналните серии, 15-годишният Бен трябва отново да използва Мултиформа за да спаси дядо Макс и да стане герой. Тъй като не може да се справи сам със задачата, към него се присъединяват братовчедката му Гуен и Кевин.

## Епизоди
Вижте: Списък с епизоди на Бен 10: Извънземна сила

## „Бен 10: Извънземна сила“ в България
На 1 октомври 2009 г. сериалът започна излъчване по локалната версия на Cartoon Network, всеки ден от 17:20 и 21:05. Дублажът е синхронен и е на студио Александра Аудио. В него участват артистите Мина Костова, Елена Бойчева, Златева Тасева, Иван Велчев, Георги Иванов, Анислав Лазаров, Цанко Тасев, Живко Джуранов, Илия Иванов, Анатолий Божинов и Николай Пърлев.